# فلاي أربيل
فلاي أربيل هي شركة طيران عراقية مقرها في مطار أربيل الدولي، إقليم كردستان العراق. أسست في عام 2015، بدأت بعملياتها في عام 2018، وكان سبب تأخرها لمدة ثلاث سنوات، هو الهجمات على شمال العراق في حزيران 2014.

## تاريخ
بدأت فلاي أربيل أول رحلة لها في 28 يونيو 2018، وكانت من مطار أربيل الدولي إلى  روتردام لاهاي عبر كييف الدولي (جولياني).